# テトラキセノン金(II)イオン
テトラキセノン金(II)イオン（テトラキセノンきん に イオン、tetraxenonogold(II)、AuXe42+）は、原子団が平面四角形の形状を成した陽イオン性錯体である。化合物 AuXe42+(Sb2F11−)2 が発見されている。その塩の中で AuXe42+は、対イオンにあるフッ素との相互作用によって安定化されている。Au-Xe 結合長は274 pmである。
テトラキセノン金(II)イオンは、不活性さで有名な金とキセノンの原子を含む珍しい化学種である。また、キセノンを遷移金属配位子のように使っていることも珍しい点である。テトラキセノン金(II)イオンはフルオロアンチモン酸とキセノンの存在下で三フッ化金を還元することで合成できる。キセノンは金(I)イオンと結合してこの錯体をつくる。